# Petr Pála
Petr Pála (* 2. Oktober 1975 in Prag, Tschechoslowakei) ist ein ehemaliger tschechischer Tennisspieler.

## Karriere
Der Doppelspezialist konnte auf der ATP Tour im Doppel sieben Turniere für sich entscheiden sowie zehn weitere Male das Finale erreichen. Die Höhepunkte seiner Karriere lagen im Jahr 2001, als er bei den French Open und beim Tennis Masters Cup in Bangalore jeweils das Endspiel der Doppelkonkurrenz erreichte, beide Male mit seinem Partner Pavel Vízner, dort jedoch verlor.
Seine höchste Einzelplatzierung war Platz 286 im Juni 1996, während er in der Doppelweltrangliste im August 2001 die Top 10 erreichen konnte.
Sein Vater František Pála spielte von 1968 bis 1979 ebenfalls auf der ATP Tour und stand 1972 im Finale von Monte Carlo (er unterlag Ilie Năstase in drei glatten Sätzen). Nach seiner aktiven Karriere wurde er Trainer seines Sohnes Petr.
Seit 2008 ist Petr Pála Teamchef der tschechischen Fed-Cup-Mannschaft, mit der er von 2011 bis 2016 – außer 2013 – jedes Jahr den Titel holte.

## Erfolge
| Legende (Anzahl der Siege)                           |
| Grand Slam                                           |
| Tennis Masters Cup                                   |
| ATP Masters Series ATP World Tour Masters 1000       |
| ATP International Series Gold ATP World Tour 500 (1) |
| ATP International Series ATP World Tour 250 (6)      |

| Titel nach Belag |
| Hartplatz (2)    |
| Sand (5)         |
| Rasen (0)        |
| Teppich (0)      |

### Doppel

#### Turniersiege
| Nr. | Datum           | Turnier        | Belag         | Partner         | Finalgegner                    | Ergebnis          |
| --- | --------------- | -------------- | ------------- | --------------- | ------------------------------ | ----------------- |
| 1.  | 21. Mai 2001    | St. Pölten (1) | Sand          | David Rikl      | Jaime Oncins Daniel Orsanic    | 6:3, 5:7, 7:5     |
| 2.  | 20. Mai 2002    | St. Pölten (2) | Sand          | David Rikl      | Mike Bryan Michael Hill        | 7:5, 6:4          |
| 3.  | 17. Mai 2004    | St. Pölten (3) | Sand          | Mariano Hood    | Tomáš Cibulec Leoš Friedl      | 3:6, 7:5, 6:4     |
| 4.  | 31. Juli 2005   | Umag (1)       | Sand          | Jiří Novák      | Michal Mertiňák David Škoch    | 6:3, 6:3          |
| 5.  | 2. Januar 2006  | Chennai        | Hartplatz     | Michal Mertiňák | Prakash Amritraj Rohan Bopanna | 6:2, 7:5          |
| 6.  | 9. Oktober 2006 | Wien           | Hartplatz (i) | Pavel Vízner    | Julian Knowle Jürgen Melzer    | 6:4, 3:6, [12:10] |
| 7.  | 20. Juli 2008   | Umag (2)       | Sand          | Michal Mertiňák | Carlos Berlocq Fabio Fognini   | 2:6, 6:3, [10:5]  |

#### Finalteilnahmen
| Nr. | Datum             | Turnier     | Belag         | Partner       | Finalgegner                   | Ergebnis             |
| --- | ----------------- | ----------- | ------------- | ------------- | ----------------------------- | -------------------- |
| 1.  | 15. August 1999   | San Marino  | Sand          | Pavel Vízner  | Lucas Arnold Ker Mariano Hood | 3:6, 2:6             |
| 2.  | 22. Oktober 2000  | Shanghai    | Hartplatz     | Pavel Vízner  | Paul Haarhuis Sjeng Schalken  | 2:6, 6:3, 4:6        |
| 3.  | 26. November 2000 | Stockholm   | Hartplatz (i) | Pavel Vízner  | Mark Knowles Daniel Nestor    | 3:6, 2:6             |
| 4.  | 25. Februar 2001  | Rotterdam   | Hartplatz (i) | Pavel Vízner  | Jonas Björkman Roger Federer  | 3:6, 0:6             |
| 5.  | 10. Juni 2001     | French Open | Sand          | Pavel Vízner  | Mahesh Bhupathi Leander Paes  | 6:75, 3:6            |
| 6.  | 3. Februar 2002   | Bangalore   | Hartplatz     | Pavel Vízner  | Ellis Ferreira Rick Leach     | 7:66, 6:72, 4:6, 4:6 |
| 7.  | 5. Mai 2002       | München     | Sand          | Pavel Vízner  | Petr Luxa Radek Štěpánek      | 0:6, 7:64, [9:11]    |
| 8.  | 25. August 2002   | Long Island | Hartplatz     | Pavel Vízner  | Mahesh Bhupathi Mike Bryan    | 3:6, 4:6             |
| 9.  | 13. Juni 2004     | Halle       | Rasen         | Tomáš Cibulec | Leander Paes David Rikl       | 2:6, 5:7             |
| 10. | 10. Oktober 2004  | Tokio       | Hartplatz     | Jiří Novák    | Jared Palmer Pavel Vízner     | 0:6, 7:64, [9:11]    |